# Aphytis taylori
Aphytis taylori är en stekelart som beskrevs av Quednau 1964. Aphytis taylori ingår i släktet Aphytis och familjen växtlussteklar. Inga underarter finns listade i Catalogue of Life.